# دانشگاه نوشاتل
دانشگاه نوشاتل (به فرانسوی: Université de Neuchâtel) یک دانشگاه تحقیقاتی دولتی در نوشاتل واقع در غرب سوئیس است که در سال ۱۸۳۸ میلادی پایه‌گذاری شده و یکی از دانشگاه‌های فرانسوی‌زبان این کشور می‌باشد.
محمد مصدق دانش‌آموختهٔ این دانشگاه بود.